# Jeffrey Stork
Jeffrey Malcolm „Jeff“ Stork (* 8. Juli 1960 in Longview, Washington) ist ein ehemaliger US-amerikanischer Volleyballspieler und Olympiasieger.

## Karriere
Stork spielte von 1981 bis 1984 an der kalifornischen Pepperdine University. Anschließend spielte der Zuspieler in der US-amerikanischen Nationalmannschaft. Er gewann 1985 den Weltpokal in Japan, wurde 1986 Weltmeister in Frankreich und 1987 Sieger der Panamerikanischen Spiele in Indianapolis. 1988 gewann er in Seoul die Goldmedaille bei den Olympischen Spielen. In den Folgejahren spielte Stork auch in der italienischen Profiliga. Mit Maxicono Parma wurde er in der Saison 1989/90 Klubweltmeister, italienischer Meister und Pokalsieger sowie Europapokalsieger der Pokalsieger. Bei den Olympischen Spielen 1992 in Barcelona gewann er die Bronzemedaille. In der Saison 1992/93 gewann er mit Mediolanum Mailand erneut die Klubweltmeisterschaft und den Europapokal der Pokalsieger. 1996 nahm Stork ein drittes Mal an den Olympischen Spielen teil, schied aber in Atlanta bereits nach der Vorrunde aus. Danach war er noch eine Saison in Griechenland bei Olympiakos Piräus aktiv.
In den frühen 1990er Jahren spielte Stork auch Beachvolleyball auf nationalen 4-gegen-4-Turnieren. Nach seiner aktiven Zeit war er zunächst Assistenztrainer an der Pepperdine University. Seit 2002 ist er Cheftrainer an der California State University, Northridge.
2012 wurde Jeff Stork in die „Volleyball Hall of Fame“ aufgenommen.

## Privates
Stork wohnt in Topanga in Kalifornien. Er ist verheiratet und hat eine Tochter und zwei Söhne.